# Robert Scholl
Robert Scholl (Mainhardt, 13 aprile 1891 – Stoccarda, 25 ottobre 1973) è stato un politico tedesco e padre di Hans e Sophie Scholl, fondatori del gruppo di resistenza tedesco della Rosa Bianca.
Fu un forte oppositore del Partito nazista prima, durante e dopo il regime hitleriano, e per questo fu mandato due volte in prigione. Fu sindaco di Ingersheim an der Jagst (1917-1920), Forchtenberg (1920-1930) e Ulma (1945-1948), e inoltre cofondatore del Partito Popolare Pan-Tedesco.

## Biografia
Robert Scholl nacque nella città di Mainhardt, nel Baden-Württemberg, il 13 aprile 1891. Conobbe la sua futura moglie Magdalena Müller (1881-1958) durante la prima guerra mondiale, quando entrambi prestavano servizio nello stesso ospedale: infatti, essendo convintamente pacifista, aveva rifiutato di combattere, volendo prestare servizio solo come medico. La coppia si sposò poco dopo e andò a vivere a Ingersheim an der Jagst, ora parte di Crailsheim. Nel 1920, si trasferirono a Forchtenberg. Ebbero sei figli: Inge (1917-1998), Hans (1918-1943), Elisabeth (1920-2020), Sophie (1921-1943), Werner (1922-1944) e Thilde (1925-1926). Nella famiglia Scholl era normale discutere di politica, con il padre che incoraggiava i figli ad avere proprie opinioni (evento assai raro nelle famiglie tedesche dell'epoca) e discuteva con loro dei più svariati argomenti. Continuò a farlo anche quando questi, unendosi alle organizzazioni giovanili naziste, andavano contro il suo pensiero. Nel 1930, la famiglia si trasferì a Ludwigsburg e nel 1932 a Ulma, dove fondò una società di servizi fiscali e contabili. Morì a Stoccarda il 25 ottobre 1973.

## Carriera politica
Fu sindaco di Ingersheim an der Jagst dal 1917 al 1920, anno in cui divenne sindaco di Forchtenberg fino al 1930.
Criticò duramente il partito nazista, che salì al potere pochi anni dopo. I suoi figli, come la maggior parte dei giovani all'epoca, erano attivi nelle organizzazioni giovanili naziste e il padre inizialmente non fu in grado di dissuaderli. Tuttavia, i suoi figli videro rapidamente dietro la facciata della Gioventù hitleriana e alla fine fondarono la Rosa Bianca, un gruppo di attivismo politico che sosteneva la resistenza al partito nazista. Nel 1942, fu condannato a quattro mesi di carcere per aver chiamato Adolf Hitler il "flagello di Dio". La situazione della famiglia divenne sempre più difficile. Il 27 febbraio 1943, cinque giorni dopo l'esecuzione dei suoi figli Hans e Sophie come membri della Rosa Bianca, fu condannato a diciotto mesi di carcere per aver ascoltato le trasmissioni radiofoniche nemiche.
Dopo la seconda guerra mondiale, fu sindaco di Ulma dal giugno 1945 al 1948., e membro del parlamento preliminare del Württemberg-Baden. Nel 1952, fondò il Partito Popolare Pan-Tedesco insieme a Gustav Heinemann e altri politici con lo stesso orientamento.

## Filmografia
- Robert Scholl, interpretato da Jörg Hube, appare nel film La Rosa Bianca - Sophie Scholl (2005).